# ستيفين كينيي
ستيفين كينيي (بالإنجليزية: Steven Kinney)‏ (28 أكتوبر 1987 بنوركروس في الولايات المتحدة - ) هو لاعب كرة قدم أمريكي في مركز الدفاع. لعب مع شيكاغو فاير وNorth Carolina Fusion U23 ‏.

## وصلات خارجية
- ستيفين كينيي على موقع الدوري الأمريكي (الإنجليزية)
- ستيفين كينيي على موقع قاعدة بيانات كرة القدم.إي يو (الإنجليزية)